# 13-ият войн
„13-ият войн“ (на английски: 13th Warrior) е американски исторически екшън игрален филм от 1999 година, базиран на романа Eaters of the Dead на Майкъл Крайтън и свободен преразказ на легендата за Беоулф. Във филма участват Антонио Бандерас в ролята на арабския пътешественик Ахмед ибн Фадлан, както и Даян Венера и Омар Шариф. Режисиран е от Джон Мактиърнан; като малки преснимания са режисирани от Крайтън. Филмът е продуциран от Мактиърнан, Крайтън и Нед Дауд, заедно с Андрю Вайна и Итън Дъброу като изпълнителни продуценти.
Филмът е финансов провал. Производствените и маркетингови разходи достигат до 160 милиона долара, но в световен мащаб са привлечени едва 61 милиона долара, което го прави една от най-големите бомби в историята със загуби до 129 милиона долара.

## Български дублаж
| Озвучаващи артисти | Иван Танев Калин Сърменов Борис Чернев |

| Преводач            | Мая Илиева                                                                     |
| Тонрежисьор         | Венцислав Велев                                                                |
| Режисьор на дублажа | Яна Янева                                                                      |
| Озвучаващи артисти  | Татяна Захова Васил Бинев Стефан Димитриев Владимир Пенев Георги Георгиев-Гого |